# Gaspar Páez
Gaspar Enrique Páez (n. La Plata, Buenos Aires, Argentina, 16 de agosto de 1986) es un futbolista argentino, que juega como delantero. Actualmente milita en Club Deportivo Mitre de la Liga Departamental de fútbol San Martín, Santa fe.

## Biografía
Hizo inferiores en Newell's Old Boys (Octava y Novena) e Independiente (Séptima a Cuarta), donde participó hizo una pretemporada con el plantel profesional en enero de 2007, cuando el entrenador era Jorge Burruchaga.
En junio de ese 2007, Pedro Troglio decide no tenerlo en cuenta y fue al Correcaminos de la Segunda de México (15 partidos). Volvió a Argentina para integrar la Reserva de Gimnasia de La Plata y de allí fue a Boca Unidos de Corrientes, equipo que se presentó en la Primera B Nacional en la temporada 2009/10 (16 partidos y marcó un gol). En las últimas tres temporadas jugó en La Emilia, Sportivo Las Parejas y una segunda etapa (3 goles) en el equipo de la Liga de San Nicolás, que descendió en abril pasado. En el segundo semestre del 2013 jugó en el torneo Argentino A con Defensores de Belgrano de Villa Ramallo, donde apenas jugó en cinco partidos acumulando sólo 90 minutos de acción.

## Clubes
| Club                   | País      | Año       |
| ---------------------- | --------- | --------- |
| Correcaminos de la UAT | México    | 2007-2008 |
| Boca Unidos            | Argentina | 2009-2010 |
| La Emilia              | Argentina | 2010-2011 |
| Sportivo Las Parejas   | Argentina | 2011-2012 |
| La Emilia              | Argentina | 2012-2013 |
| Defensores de Belgrano | Argentina | 2013      |
| Real Esppor            | Venezuela | 2014      |
| Deportes Temuco        | Chile     | 2014-2015 |
| Magallanes             | Chile     | 2015-2016 |
| Ñublense               | Chile     | 2017-2018 |